# Dolhai csata
A dolhai csata a Rákóczi-szabadságharc első ütközete, melyet 1703. június 7-én vívtak a Kárpátokban fekvő Dolha közelében. A Rákóczi érkezésére váró parasztfelkelőket a magyar nemesek kisebb császári segítséggel szétverték.

## Előzmények
Az erdőkben és hegyekben bujdosó kuruc felkelők küldöttsége Esze Tamás és Kis Albert vezetésével 1703 májusában kereste fel a lengyelországi Brezán várában tartózkodó Rákóczit. Rákóczi kiadta a  brezáni kiáltványt, melyben felkelésre hívta Magyarország minden "nemes és nemtelen" lakóját. A követekkel pedig "Cum Deo pro Patria et Libertate" ("Istennel a hazáért és a szabadságért") feliratú zászlókat küldött a gyülekező felkelők számára. Ő maga viszont Lengyelországban maradt, mert további francia és lengyel segítség megszervezésén dolgozott.
A türelmetlen felkelők Rákóczi tiltása ellenére május 21-én Tarpán és Váriban, majd másnap Beregszászon kibontották a zászlókat és megkezdték a toborzást, amihez azonban a nemesség nem csatlakozott. A felkelés néhány nap alatt kiterjedt Szatmár, Bereg, Ugocsa és Máramaros vármegye területére. A kb. 800 főnyi felkelő megszállta a Tisza átkelőit és a Kárpátok szorosait. Mivel Rákóczi továbbra sem érkezett meg, nem sokkal később a csapatok a jobban védhető hegyek közé vonultak vissza. Ennek során a rosszul felszerelt, már közel 6000 főből álló sereg kisebb német vagy magyar nemesi egységeket is megtámadott és Rákóczi tiltása ellenére templomokat, nemesi udvarházakat fosztogattak. Június elején Esze Tamás kb. 1000 felkelővel délebbre vonult, hogy az Erdély felől érkező Thököly egykori kurucaiból álló erősítést fogadja
Az elharapózó erőszak következtében az eseményeket parasztfelkelésnek értelmező nemesség a kurucok ellen fordult. Szatmár megye főispánja, báró Károlyi Sándor és gróf Csáky István bereg-ugocsai főispán a környező megyék fegyvert fogó nemeseivel és kisebb német alakulatokkal júniusban a lázadás felszámolására indult. Átkelt a Tiszán, majd újabb nemesi csapatokkal kiegészülve Beregen értesült a felkelők elhelyezkedéséről.

## A csata

### A szemben álló felek

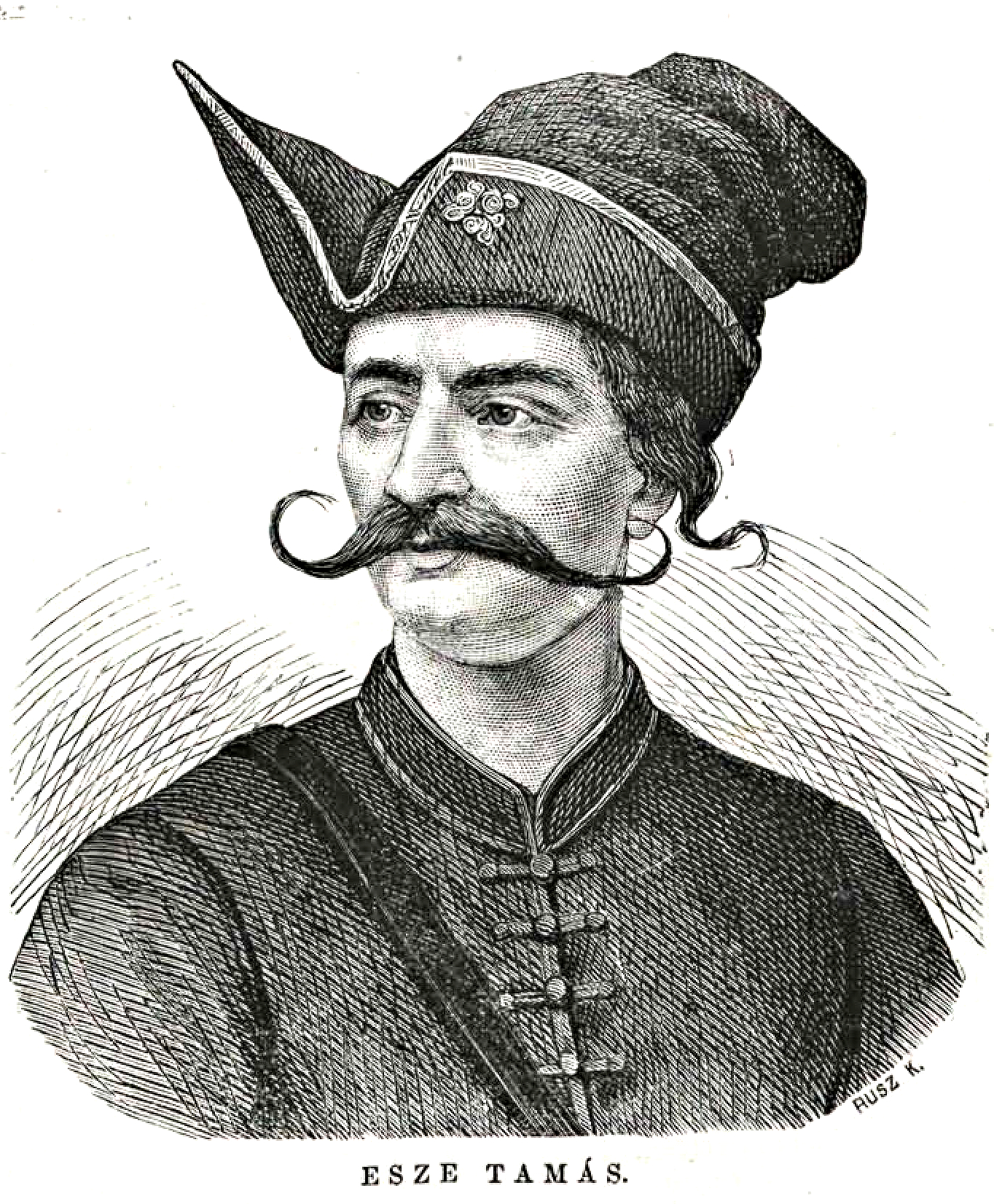
Rusz Károly: Esze Tamás

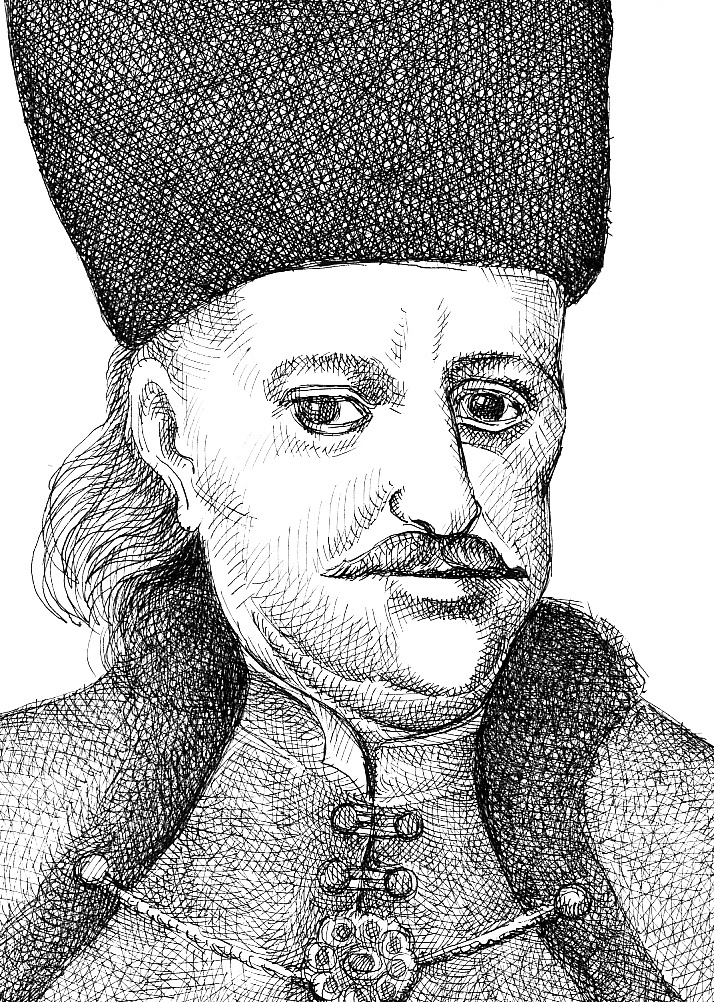
Károlyi Sándor arcképe
Muhi Sándor grafikája

A kurucok kb. ezerfős csapata Esze Tamás irányítása alatt Dolha faluban állt fel. A gyalogság a Borsova pataknak háttal sorakozott fel, a lovasság a falu széles főutcáján helyezkedett el. A parasztok egy része csak kaszákkal, vasvillákkal volt felszerelve, szinte alig akadt közöttük olyan, aki már vett részt ütközetben.
Károlyi irányítása alatt kb. 500 nemesi felkelő, valamint a jól képzett és felszerelt Thierheim császári gyalogezred két százada és a Montecuccoli ezred néhány százada (további kb. 500 fő) állt.

### A csata lefolyása
Károlyi serege délután 4-5 óra körül támadta meg a faluban lévő kurucokat. A csata a nemesek lovasrohamával és a császári katonák puskatüzével indult, de ez nem törte meg a felkelők harcrendjét. A második roham, majd az utána kibontakozó közelharc azonban megfutamította a parasztokat.

### Veszteségek

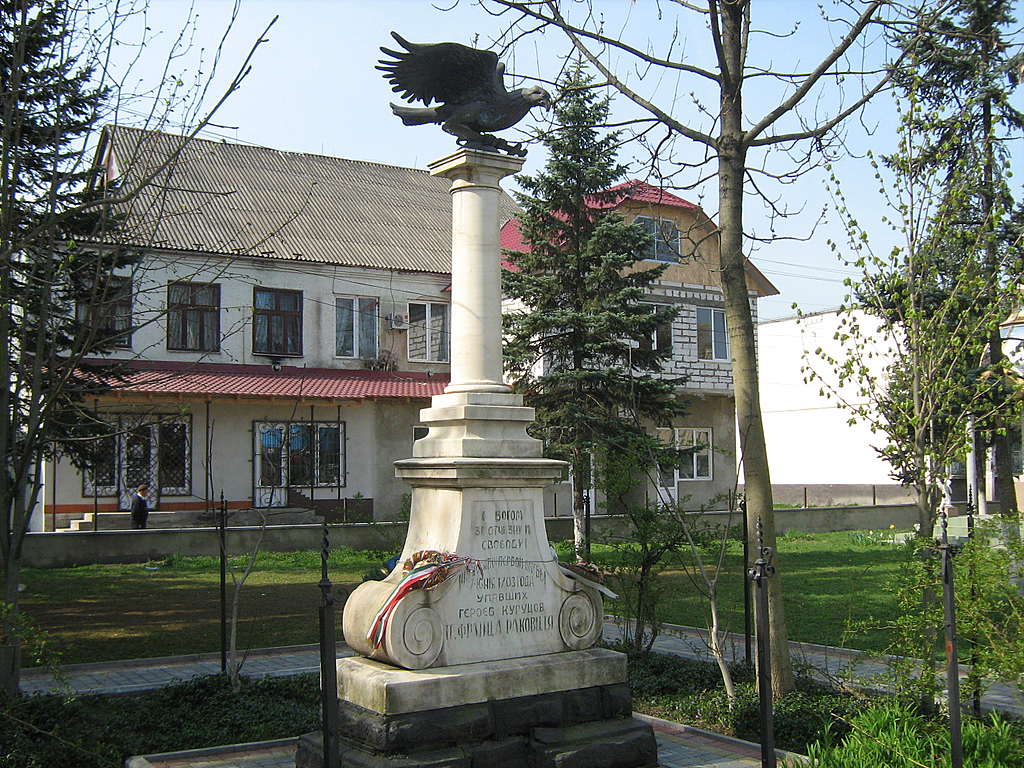
A csata emlékműve

A parasztok vesztesége kb. 150 halott volt, fogságba esett 10 magyar és 3 német felkelő. Az öt Rákóczi-zászló közül hármat elvesztettek.
Károlyi vesztesége beszámolója szerint egy halott és három sebesült volt.

## Következmények
A vereség a kurucok hadmozdulatait nem változtatta meg, folytatták a lengyel határra való visszavonulásukat. Amikor Rákóczi június 13-án a határ előtti utolsó lengyel faluba érkezett egy rosszul felszerelt (nagyjából minden második embernek volt puskája), kis létszámú (kb. 200 gyalogos, 50 lovas), csatában megvert csapatot talált. Velük kezdte meg a szabadságharcot, miután június 16-án Magyarországra érkezett.
A kurucokkal való együttműködéssel meggyanúsított Károlyi Kassára, majd Bécsbe utazott helyzetét tisztázni és a győzelemről beszámolni. Itt kihallgatáson vett részt I. Lipót császárnál és több vezető udvari tisztségviselőnél is. Mivel Károlyi a felkelés kiterjedésének elkerülése érdekében a jobbágyokat sújtó adók csökkentését és egyes katonai reformokat javasolt, hamar elutasításra talált. Győzelmét lekicsinyítették, az általa Bécsbe hozott zászlókról pedig azt állították, hogy azok nem hadizsákmányként, hanem még I. Rákóczi Ferenc fegyvertárából kerültek hozzá. A megalázott, császári kormányzatban csalódott Károlyi októberben hűségesküt tett Rákóczinak.